# 1 Dywizja Kawalerii (USA)
1 Dywizja Kawalerii (ang. U.S. 1st Cavalry Division) – związek taktyczny United States Army.  Pomimo nazwy, która jest pozostałością historyczną, jest jedną z sześciu dywizji ciężkich (pancerno-zmechanizowanych), składających się z wojsk zmechanizowanych, artylerii i kawalerii powietrznej. Dywizja stacjonuje w Fort Hood w stanie Teksas.

## Historia

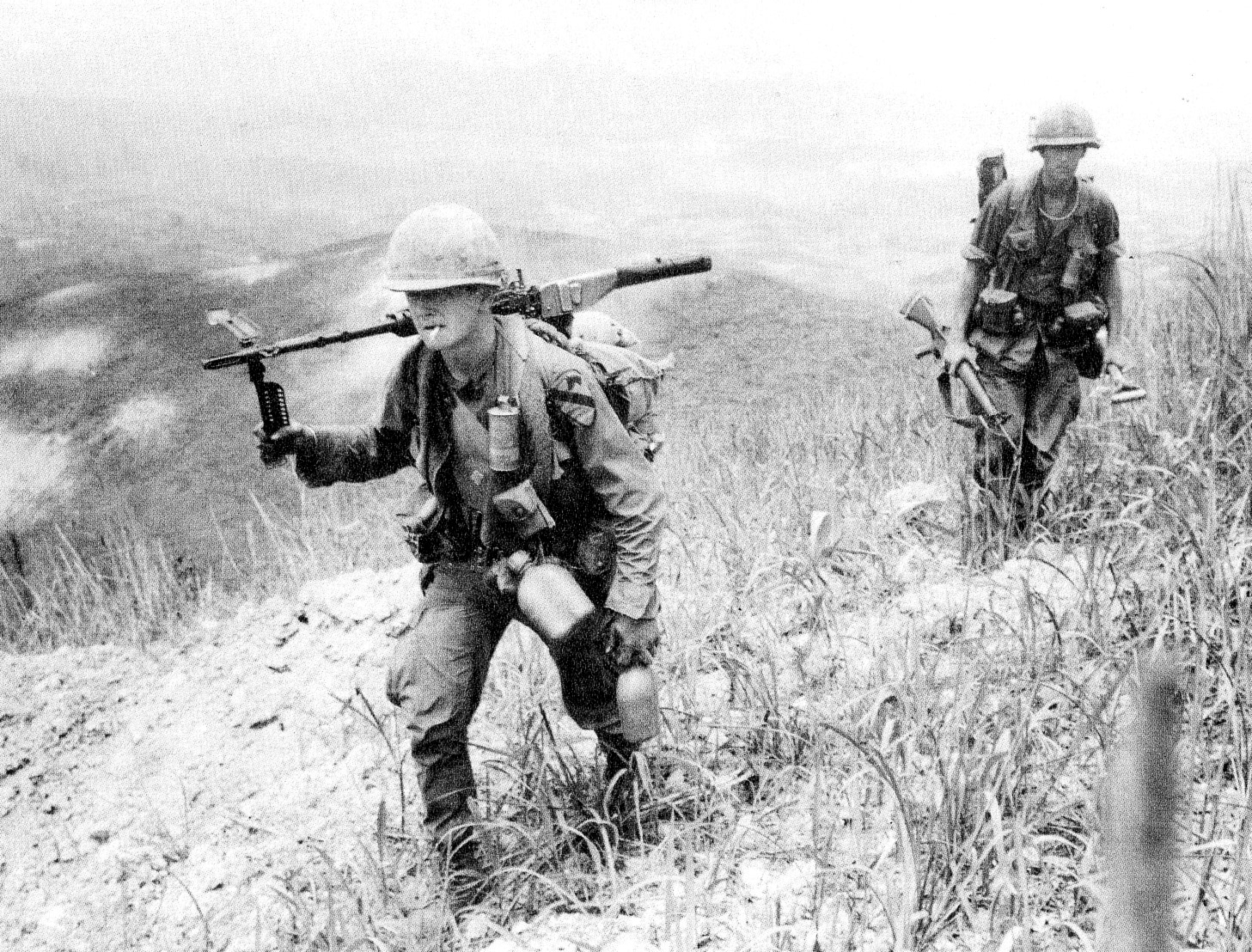
Żołnierze 1 DK w pobliżu Khe Sanh w Wietnamie (kwiecień 1968)

Dywizja została utworzona w 1921 roku z wcześniej istniejących oddziałów kawalerii, których tradycja sięga po rok 1855.  Przez pierwsze lata swojego istnienia jej głównym zadaniem było patrolowanie dzikich obszarów przy granicy z Meksykiem.  Po wybuchu II wojny światowej szybko stało się jasne że na nowoczesnym polu walki nie ma już miejsca dla kawalerii konnej. Tak więc w lutym 1943 roku dywizja utraciła swoje konie, a jej oddziały kawalerii zostały przekształcone w oddziały piechoty. Przez resztę wojny walczyła jako dywizja piechoty, choć zachowała swój odrębny schemat organizacyjny.

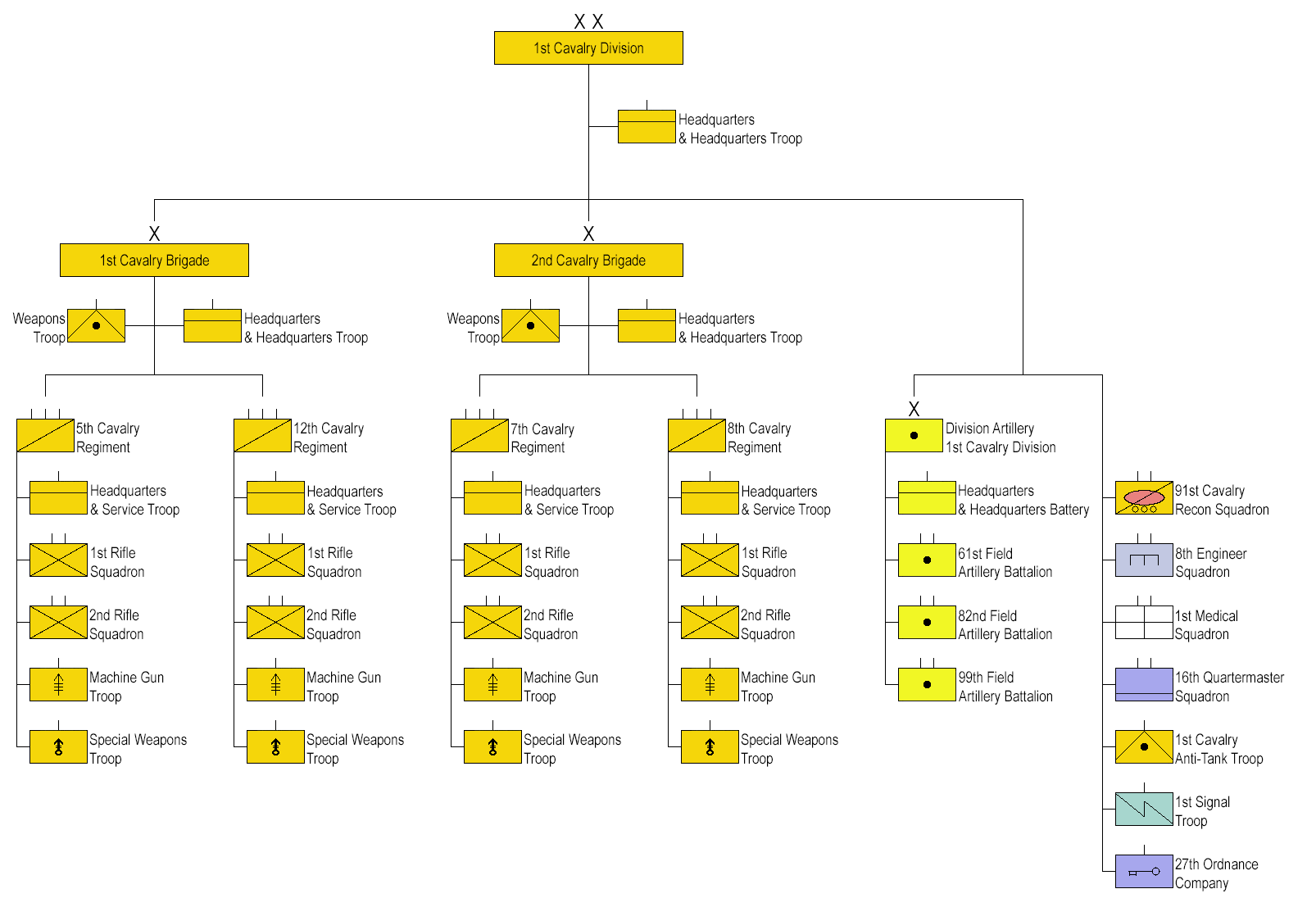
Schemat organizacyjny podczas II wojny światowej (1942)...

Dywizja została przewieziona do Australii w lecie 1943 roku, następnie walczyła na obszarze południowo-zachodniego Pacyfiku, na Nowej Gwinei i Filipinach.  Od początku 1945 roku do końca wojny walczyła na Luzonie.  Po wojnie została wysłana do Japonii, jako część amerykańskich wojsk okupacyjnych.

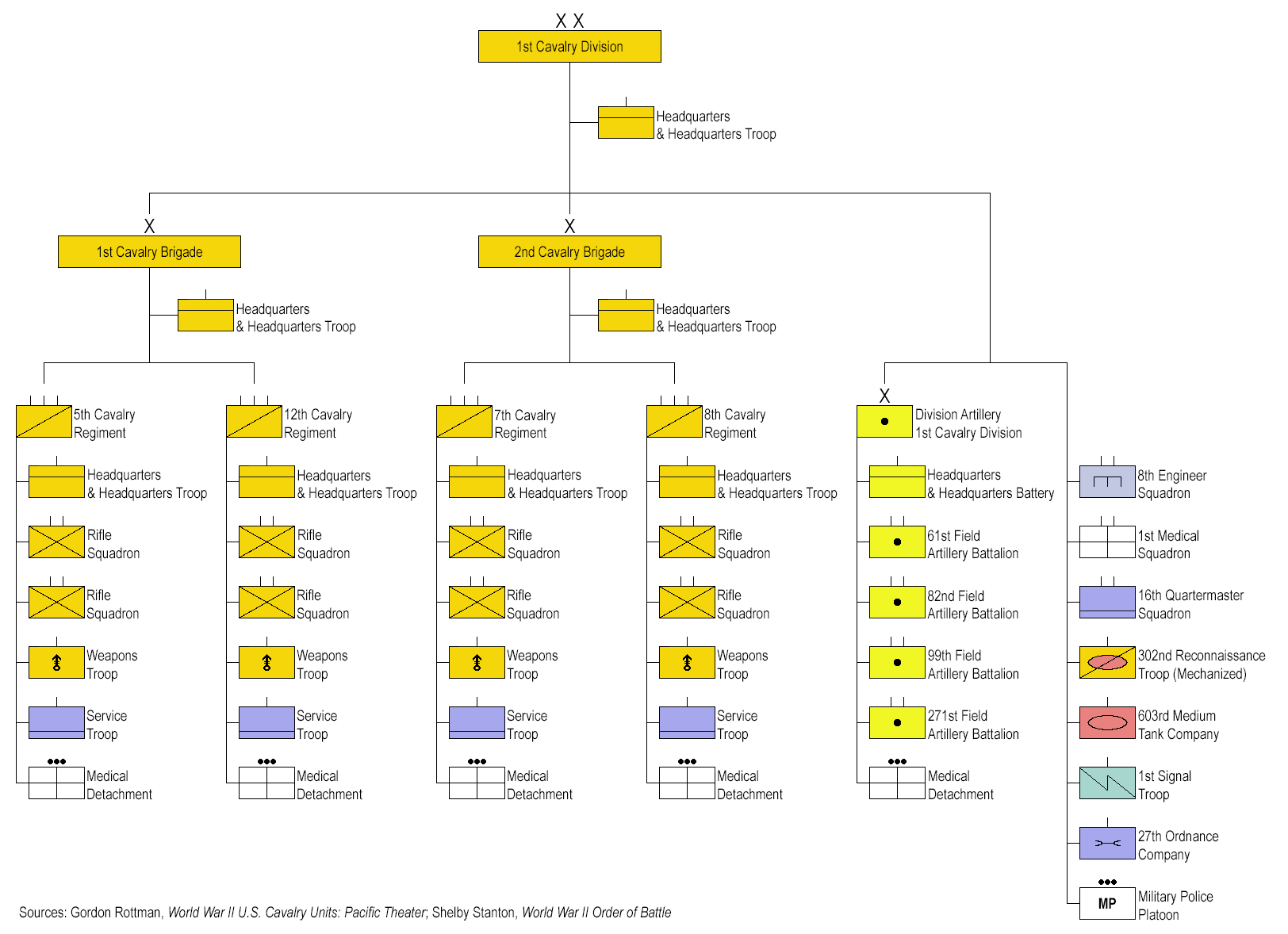
...i po reformie US Army

Po wybuchu wojny koreańskiej (1950) dywizja została wysłana na Półwysep Koreański i walczyła tam  do stycznia 1952 roku. Następnie wróciła do Japonii, by niedługo potem, w 1957 ponownie wrócić do Korei, gdzie stacjonowała do roku 1965.
W latach sześćdziesiątych XX wieku dywizja została przekształcona w dywizję aeromobilną.  Jej głównym środkiem lokomocji na polu walki stały się śmigłowce. Dywizja zyskała nową nazwę 1st Cavalry Division (Airmobile) (potocznie 1st Air Cavalry Division). Była w dużej mierze jednostką eksperymentalną, gdyż taktyka działań jednostek aeromobilnych nie była jeszcze dopracowana.
W lipcu 1965 roku dywizja została wysłana do południowego Wietnamu by wziąć udział w wojnie wietnamskiej i jako całość walczyła w tej wojnie nieprzerwanie do roku 1971, a jedna z jej brygad została w Wietnamie aż do 1972 roku i była wśród ostatnich jednostek amerykańskich wycofanych z tego kraju.
Od czasu swojego powrotu z Wietnamu dywizja stacjonuje w kontynentalnych Stanach Zjednoczonych. We wczesnych latach siedemdziesiątych była ponownie przekształcona w jednostkę doświadczalną. Ostatecznie jednak, w 1975 roku, została przekształcona w dywizję ciężką (pancerno-zmechanizowaną), którą jest do dzisiaj.
W roku 1990, po napaści Iraku na Kuwejt, dywizja została wysłana do Arabii Saudyjskiej, skąd wzięła udział w wojnie w Zatoce Perskiej. Ponieważ dywizja miała wówczas tylko dwie brygady (zamiast standardowych trzech), pozostała w rezerwie przez większą część wojny i weszła do akcji tylko w ostatnich jej godzinach.
W pierwszych miesiącach 2004 roku dywizja została wysłana do Iraku, gdzie służyła w wojskach stabilizacyjnych do kwietnia 2005. Podczas swojego pobytu w Iraku straciła 168 zabitych, a około 1500 jej żołnierzy odniosło rany.
Dywizja została ponownie wysłana do Iraku pod koniec roku 2006, gdzie stacjowało około 15 kilometrów na północny zachód od Bagdadu w siedzibie Wielonarodowej Dywizji Bagdad.
W 2020, Dywizja objęła Wysunięte Dowództwo Dywizyjne Armii Stanów Zjednoczonych w Poznaniu, a w 2023 jej komponenty mają być rozlokowane w Army Prepositioned Stock (APS-2), który będzie zlokalizowany w sąsiedztwie 33. Bazy Lotnictwa Transportowego polskich sił powietrznych znajdującej się w pobliżu Powidza.